# Diváky

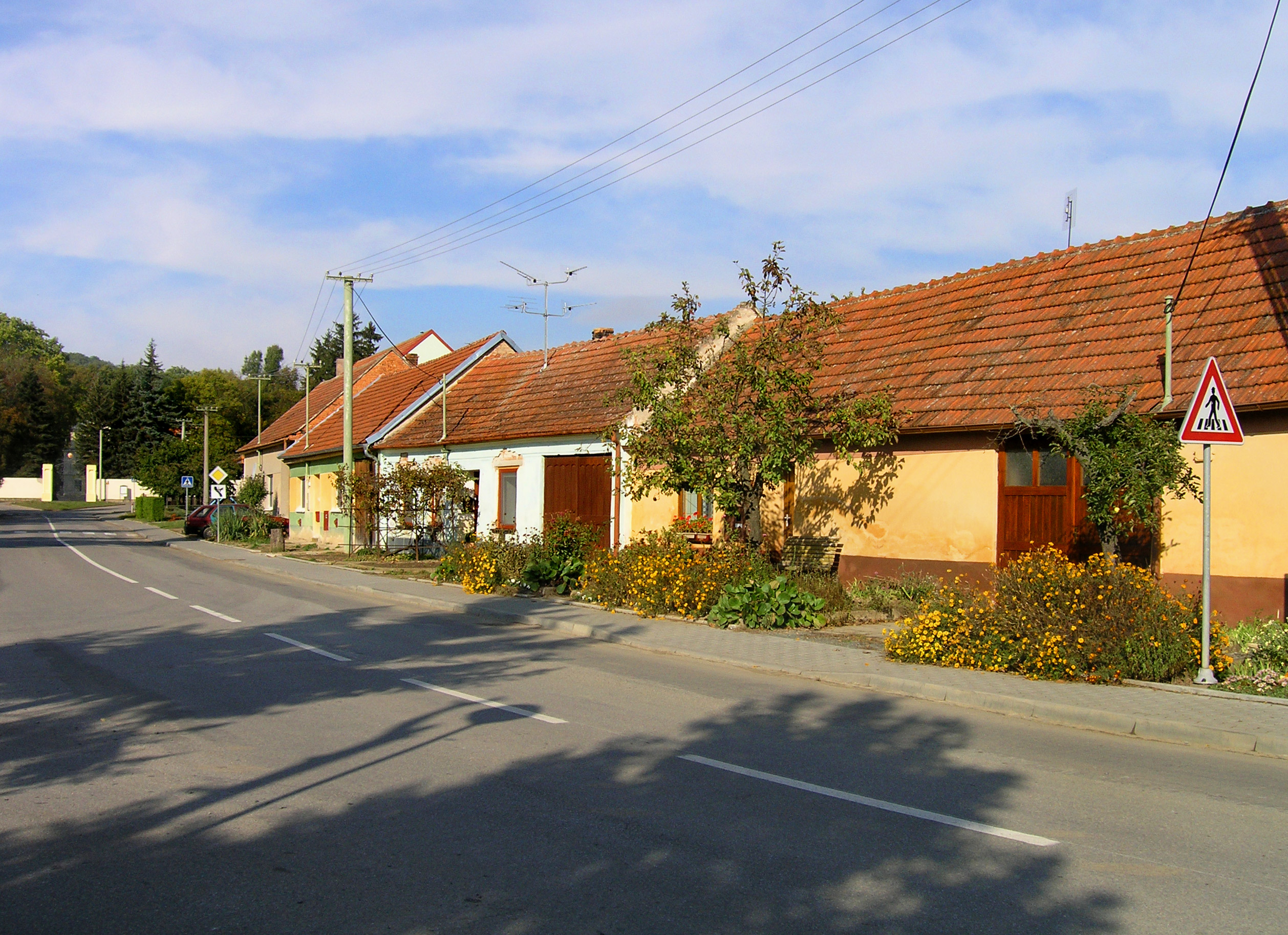
Hauptstraße

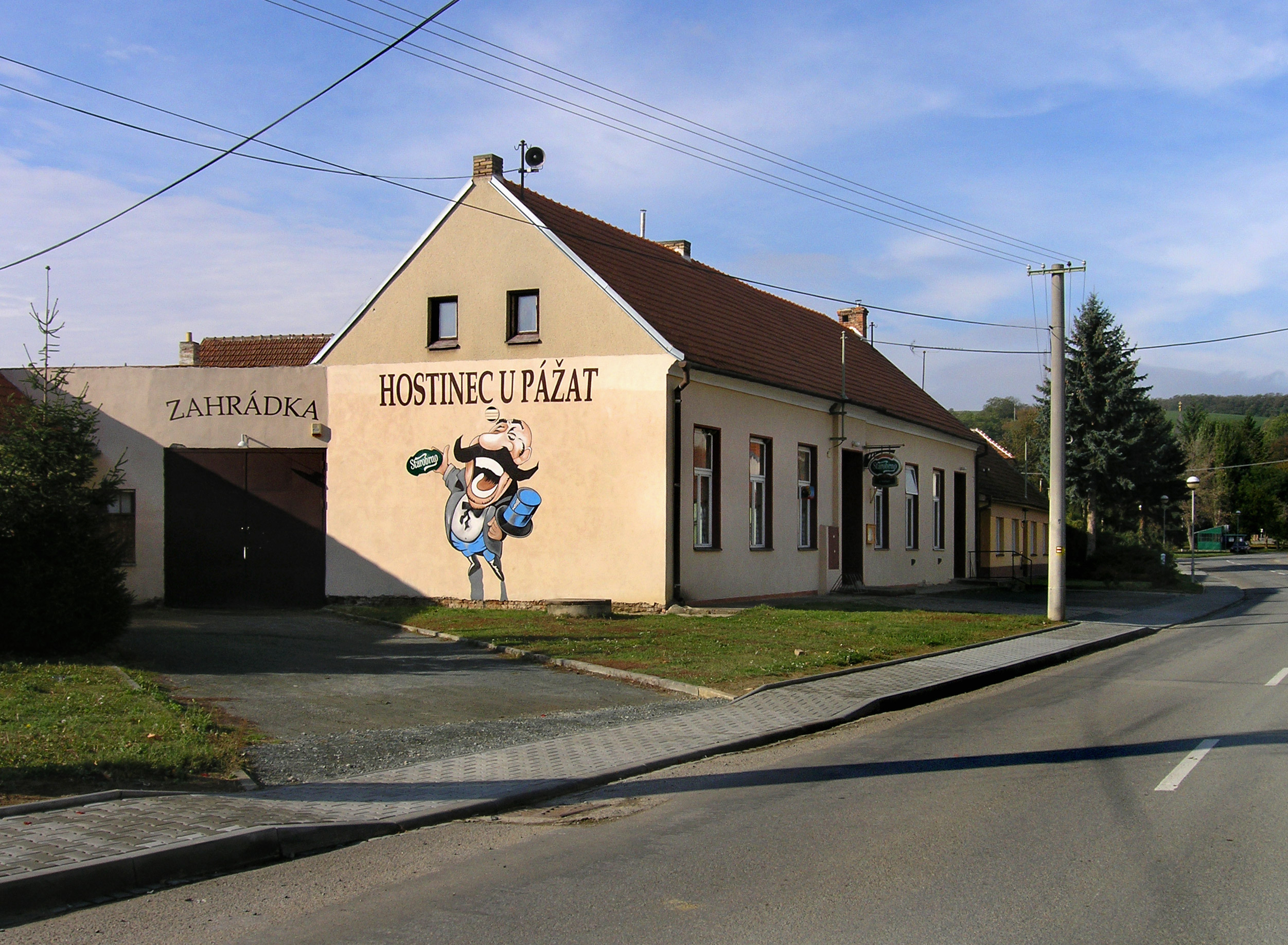
Gasthaus

Diváky (deutsch Diwak) ist eine Gemeinde in Tschechien. Sie liegt sechs Kilometer westlich von Klobouky u Brna und gehört zum Okres Břeclav.

## Geographie
Diváky befindet sich in den Hügeln der Boleradická vrchovina, eines westlichen Ausläufers des Steinitzer Waldes im Tal des Baches Divácký potok. Nördlich erhebt sich der Lichy (331 m), im Nordosten der Nad Rasoviskem (315 m), südöstlich der Nedánov (368 m), im Süden der Přední kout (410 m), südwestlich der Zadní kout und Holý vrch (401 m) sowie im Westen der Žerotínský vrch (381 m) und Svatojanský vrch (St. Johannisberg, 361 m).
Nachbarorte sind Šitbořice und Borkovany im Norden, Martinice im Nordosten, Klobouky u Brna und Divácký Mlýn im Osten, Augustinov, Morkůvky und Boleradice im Südosten, Horní Bojanovice und Kurdějov im Süden, Starovice im Südwesten, Nikolčice im Westen sowie Nový Dvůr im Nordwesten.

## Geschichte
Die erste schriftliche Erwähnung von Diwaci erfolgte 1210 in der Gründungsurkunde des Prämonstratenserklosters Obrowitz (Zábrdovice) als Schenkung Lev von Klobouks. Jedoch erwies sich diese Urkunde als spätere Fälschung aus dem 13. Jahrhundert, so dass als ältester schriftlicher Nachweis über das Dorf die Besitzbestätigungsurkunde Papst Gregors IX. vom 24. September 1237 gilt. Später erwarb das Brünner Herburgen-Kloster die Güter. Zwischen 1578 und 1581 wurde der Besitz des Herburgen-Klosters an das Jesuiten-Kolleg überführt. Seit 1782 bestand eine Schule. Diváky fiel im Zuge der Josephinischen Reformen dem Religionsfonds zu, von dem es Karoline von Liechtenstein kaufte. Sie vermachte die Güter Diváky und Boleradice ihrem illegitimen Sohn Karl Ludwig von Fribert. Nachfolgende Besitzer waren die Freiherren von Levetzow.
Nach der Aufhebung der Patrimonialherrschaften bildete Diváky/Diwak ab 1850 eine Gemeinde in der Bezirkshauptmannschaft Auspitz. 1937 entstand eine Brennerei. Nachdem die Bezirksstadt Auspitz 1938 infolge des Münchner Abkommens dem Deutschen Reich zugeschlagen worden war, wurde Diváky danach bis 1945 dem Politischen Bezirk Brünn-Land und dem Gerichtsbezirk Klobouky zugeordnet. Nach dem Ende des Zweiten Weltkriegs wurde der Okres Hustopeče wiederhergestellt. Nach dessen 1960 erfolgter Aufhebung gehört Diváky zum Okres Břeclav. In der Umgebung des Dorfes bestehen Weinberge.

## Gemeindegliederung
Für die Gemeinde Diváky sind keine Ortsteile ausgewiesen.

## Sehenswürdigkeiten

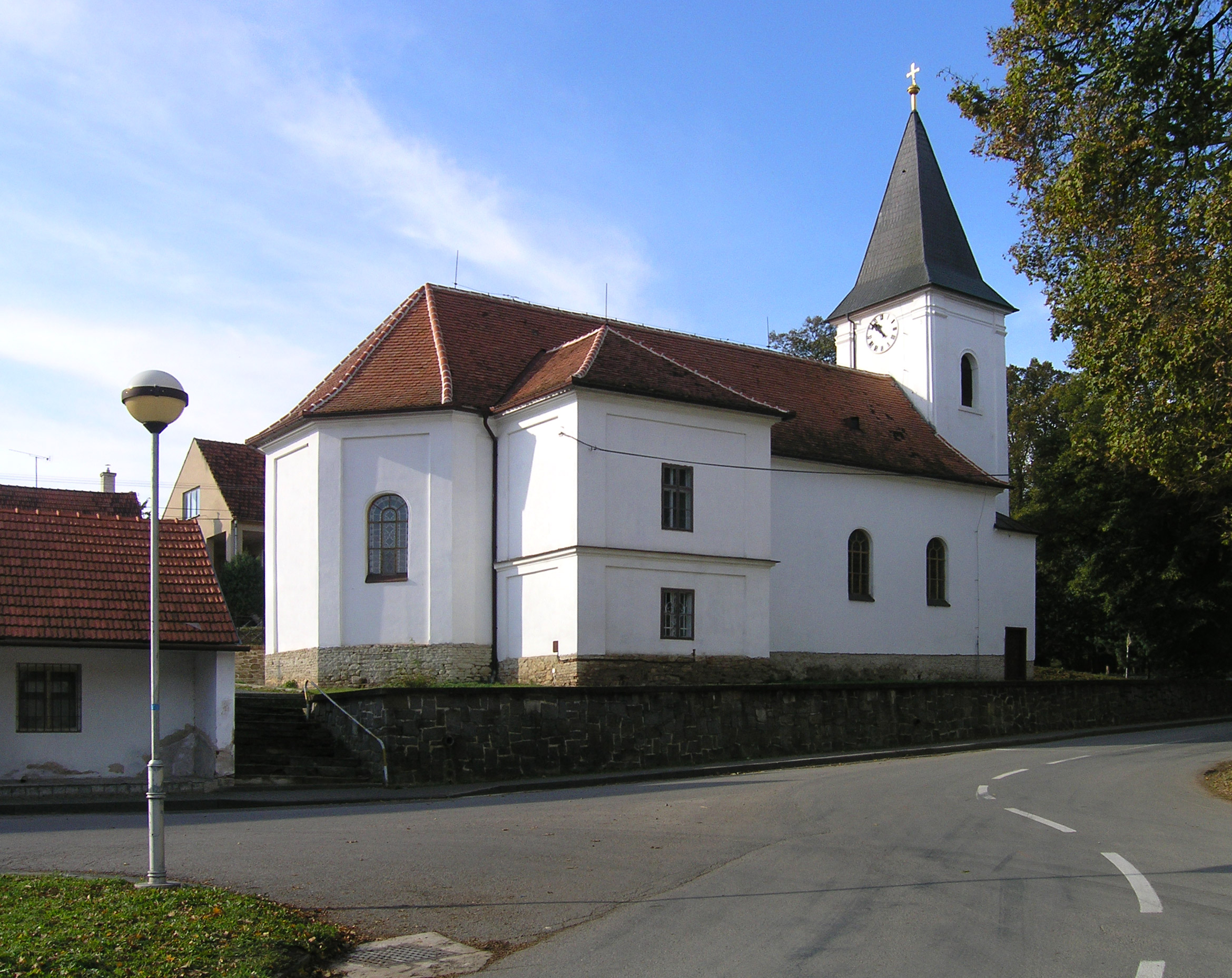
Kirche Mariä Himmelfahrt

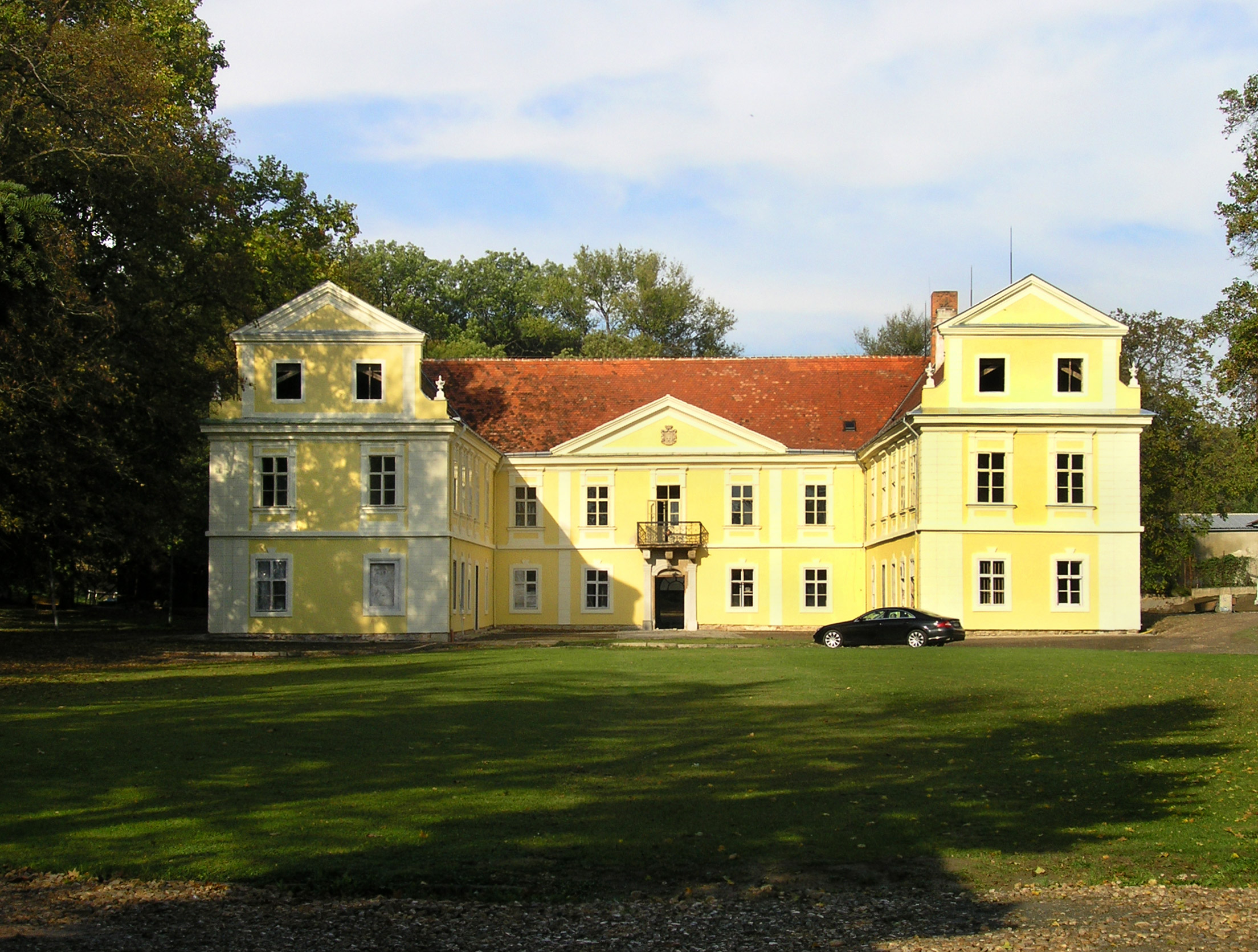
Schloss Diváky

- Schloss Diváky, der von einem Park umgebene vierflügelige Bau wurde zum Ende des 17. Jahrhunderts als Kloster errichtet. Während des Zweiten Weltkrieges diente es als Feldlazarett. Nach der Enteignung der Freiherren von Levetzow wurde 1945 in dem Schloss zunächst ein Asyl für junge Juden und danach eine Ausbildungsstätte für Traktoristen eingerichtet. Ab 1953 diente das Schloss als landwirtschaftliche Berufsschule für Schmiede und Wagner und anschließend zwischen 1975 und 1998 als Mittlere Fachlehranstalt für Elektrotechnik. Seit 2006 befindet sich das Schloss in Privatbesitz.
- Kirche Mariä Himmelfahrt, sie ist seit 1287 nachweislich
- Museum der Gebrüder Vilém und Alois Mrštík
- Grab von Vilém Mrštík
- Naturreservat Roviny, südlich des Dorfes am Přední kout
- Burgstätte aus der Hallstattzeit und geschützte Eiche am Zadní kout